# Twardoporek czerniejący

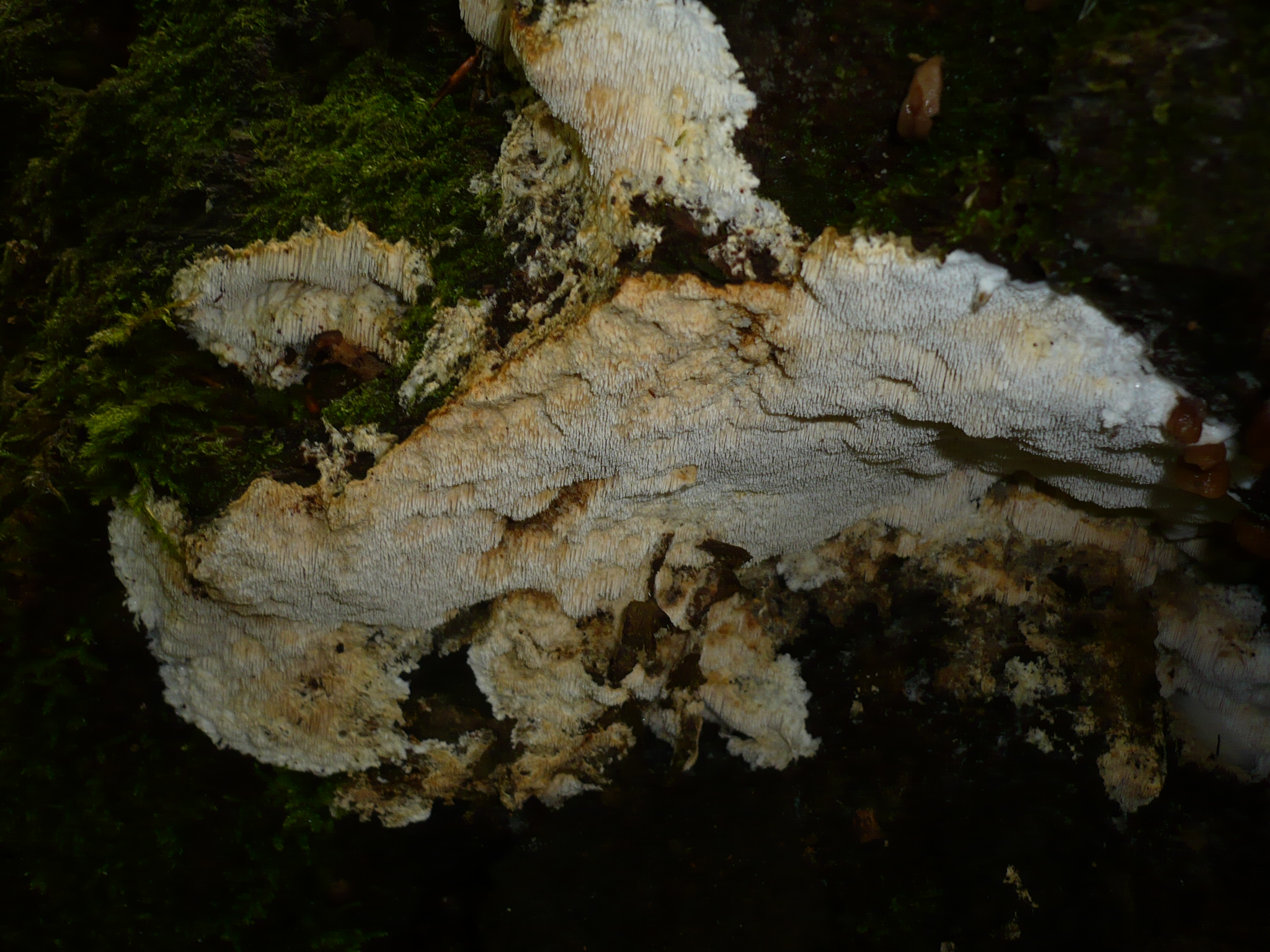

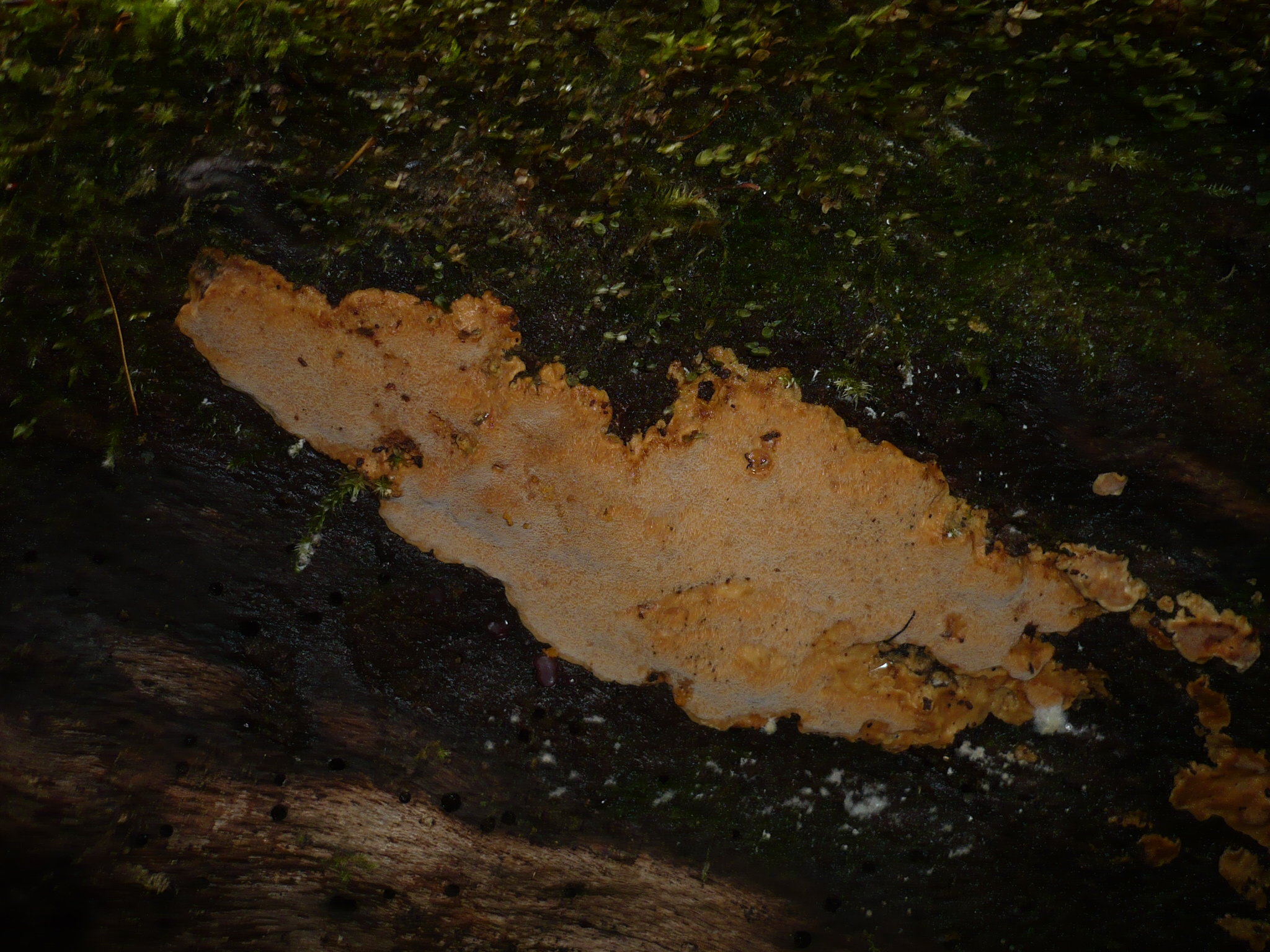

Twardoporek czerniejący, podstawnica czerniejąca (Rigidoporus crocatus (Pat.) Ryvarden) – gatunek grzybów z rodziny wachlarzowcowatych (Meripilaceae).

## Systematyka i nazewnictwo
Pozycja w klasyfikacji według Index Fungorum: Rigidoporus, Meripilaceae, Polyporales, Incertae sedis, Agaricomycetes, Agaricomycotina, Basidiomycota, Fungi.
Po raz pierwszy takson ten zdiagnozował w 1894 r. N.T. Patouillard nadając mu nazwę Poria crocata. Obecną, uznaną przez Index Fungorum nazwę nadał mu w 1983 r. L. Ryvarden, przenosząc go do rodzaju Rigidoporus.
Synonimy:
- Perenniporia nigrescens (Bres.) Murrill 1942
- Physisporinus nigrescens (Bres.) Pilát, 1941
- Physisporus microsporus P. Karst. 1904
- Podoporia nigrescens (Bres.) Bondartsev 1953
- Poria crocata Pat. 1894
- Poria microspora (P. Karst.) Sacc. & D. Sacc. 1905
- Poria nigrescens Bres. 1897
- Rigidoporus nigrescens (Bres.) Donk 1966

W 1965 r. Stanisław Domański w 1965 r. opisywał ten gatunek pod nazwą podstawnica czerniejąca, w 2003 r. Władysław Wojewoda zaproponował nazwę twardoporek czerniejący.

## Morfologia
Owocnik
Jednoroczny, czasami wieloletni. Rozpostarty, osiągający średnicę do 10 cm, łatwy do oddzielenia od podłoża. W stanie świeżym łykowaty, po wyschnięciu twardy i szorstki. Obrzeże o szerokości do 2 mm, płodne lub jałowe. Powierzchnia delikatnie kutnerowata, w stanie świeżym o barwie od jasnoróżowej do różowobrązowej, w stanie suchym od różowobrązowej do białoszarej. Kontekst różowy lub płowy, korkowaty lub zdrewniały, o grubości do 1 mm. Hymenofor rurkowaty. Rurki o długości do 3 mm, w podobnej barwie, jak kontekst, ale ciemniejsze. Liczba porów 5-7 na 1 mm. Smak łagodny.
Cechy mikroskopowe
System strzępkowy monomityczny. Strzępki w subikulum proste, hialinowe, grubościenne lub cienkościenne, o średnicy 3–8,5 μm, w stanie suchym galaretowate i trudne do rozróżnienia. Strzępki w tramie podobne, o średnicy 3–4 μm. Cystyd i innych płonnych elementów hymenium brak. Podstawki szeroko wrzecionowate, z 4 sterygmami, o rozmiarach  15–20 × 10–12 μm. Zarodniki jajowate lub niemal kuliste, hialinowe, gładkie, nieamyloidalne, o rozmiarach  3,5–5,5 × 3,5–5  μm.

## Występowanie
Twardoporek czerniejący występuje w Ameryce Północnej, Środkowej, Południowej i w Europie Północnej. W Europie zasięg jego występowania ciągnie się od około 46 – 69° szerokości geograficznej. W Polsce do 2003 r. podano kilka stanowisk.
Występuje w lasach na martwym drewnie, zarówno liściastym, jak iglastym. Rozwija się na głównie na zgniłych kłodach drzew, zarówno liściastych, jak iglastych. W Polsce notowany na drewnie jodły, grabu, buka i świerka, w innych krajach także na brzozach i wiązach.
Saprotrof. Powoduje białą zgniliznę drewna.